# Теодора Палеологина Асенина
Теодора Палеологина Асенина (на гръцки: Θεοδώρα Παλαιολογίνα Άσανίνα) е византийска принцеса от началото на XIV век, внучка на импертор Михаил VIII Палеолог и племенница на император Андроник II Палеолог.
Дъщеря е на българския цар Иван Асен III и на византийската принцеса Ирина Палеологина, която е дъщеря на император Михаил VIII Палеолог. Точната дата на раждането на Теодора не е известна, но се предполага, че тя е била по-голяма от сестра си Мария.. Георги Пахимер съобщава, че около 1283 г. император Андроник II сгодил епирския деспот Михаил Комнин за племенницата си от Асен, за която традиционно се приема, че е Теодора. Иван Божилов предполага, че дори това предположение да е вярно и Теодора наистина да е най-голямата дъщеря в семейството, то тя най-вероятно би била родена между 1279 и 1280 г. и към 1283 г. не би била на подходяща за женитба възраст, нито пък и сестра ѝ Мария, за която в хрониката на Рамон Мунтанер се казва, че към 1303 г. е била на около 16 години.
През лятото на 1308 г. Теодора била омъжена за Феран Ксименес д'Аунес един от каталанските водачи на служба в Константинопол, когото императорът почел за вярната му служба и с титлата велик дука. Въпреки че съпругата на Д'Аунес е споменавана единствено като Теодора, племенница на императора, традиционно се приема, че това е била Теодора Асенина – племенницата на Андроник II от осестра му Ирина и Иван Асен III, която по това време е една от двете императорски племенници в двора с това име, които са били неомъжени – другата е Теодора Архантлун, за която се знае, че по някое време станала съпруга на брата на Теодора Асенина – Исак Асен. Освен това, допълнително съображение да се приеме, че Теодора Асенина е станала съпруга на каталанеца Феран д'Аунес, Божилов вижда във факта, че Фернан е бил и стар познат на семейството ѝ, с когото Теодора вече се срещала в двора на зет си Роже дьо Флор в Галиполи, където тя, майка ѝ Ирина и двама от братята ѝ са се намирали заедно със сестра ѝ Мария през зимата на 1304/1305 г. По това време там е се е намирал и Фернан Ксименес, на когото Роже дьо Флор възложил да отведе бременната му съпруга и семейството ѝ в Константинопол.
За живота на Теодора с Фернан Ксименес няма други сведения. Знае се само, че към 1321 г. тя вече била омъжена повторно за великия стратопедарх Мануил Тагарис, за което свидетелства едно синодално решение, датиращо към 1343 г. Не е известно дали е имала деца от двата си брака, но по-късно латинският патриарх на Константинопол Павел Тагарис претендира, че е син на Мануил Тагарис от брака му с Теодора Асенина.

## Цитирани източници
- Божилов, Иван (1994). Фамилията на Асеневци (1186 – 1460). Генеалогия и просопография. София: Издателство на БАН „Марин Дринов“, ISBN 954-430-264-6, https://djvu.online/file/dujTvm6kCmbQL
- Божилов, Иван (1995). Българите във Византийската империя. София: Академично издателство „Проф. Марин Дринов“, ISBN 954-430-297-2
- Рамон Мунтанер. Хроника (Експедицията на каталонците на Изток), Поредица „Световно историческо наследство", превела Росица Панова, под редакцията на Иван Божилов. София: Издателство „Наука и изкуство", 1994, https://macedonia.kroraina.com/rmh/index.htm
- Miklosich, Franz Ritter von; Muller, Joseph (1860). Acta et Diplomata Graeca medii aevi sacra et profana. Acta Patriarchatus Constantinopolitanae, II. Vienne
- ((en)) Talbot, Alice-Mary (1991). Tagaris. – In: Kazhdan, Alexander (ed), Oxford Dictionary of Byzantium. Oxford and New York: Oxford University Press, ISBN 0-19-504652-8, COBISS.BG-ID: 1107246820, https://archive.org/details/odb_20210521/page/2006/mode/1up?view=theater
- Nicol, Donald MacGillivray (1970). The Confessions of a bogus Patriarch: Paul Tagaris Palaiologos, Orthodox Patriarch of Jerusalem and Catholic Patriarch of Constantinople in the fourteenth century. – The Journal of Ecclesiastical History, 21(4),  290, doi:10.1017/S0022046900049113, ISSN 0022-0469
- ((de)) Trapp, Erich; Beyer, Hans-Veit; Walther, Rainer et al. (2001) [1976–1996]. 1531 ᾿Ασανίνα, Θεοδώρα Παλαιολογίνα (Asanina, Theodora Palaiologina). – Prosopographisches Lexikon der Palaiologenzeit, CD-ROM Version. Wien: Verlag der Österreichischen Akademie der Wissenschaften, ISBN 3-7001-3003-1, https://archive.org/details/ErichTrappProsopographischesLexikonDerPALAIOLOGENZEIT/mode/2up